# Volkswagen T-Cross
Volkswagen T-Cross este un vehicul comercializat de producătorul german de automobile Volkswagen.